# Dinochloa orenuda
Dinochloa orenuda är en gräsart som beskrevs av Mcclure. Dinochloa orenuda ingår i släktet Dinochloa och familjen gräs.
Artens utbredningsområde är Hainan (Kina). Inga underarter finns listade i Catalogue of Life.